# Alveopora catalai
Alveopora catalai là một loài san hô trong họ Poritidae. Loài này được Wells mô tả khoa học năm 1968.